# Reformszövetség
A Reformszövetség a magyar gazdasági-társadalmi válságból kivezető út körvonalazására 2008 végén létrejött szervezet.

## Megalakulása, tagjai
A 2008. november 11-én megalakult szervezet tagjai a Munkaadók és Gyáriparosok Országos Szövetségének (MGYOSZ) elnöke, az Agrárszövetség elnöke, az Országos Érdekegyeztető Tanácsban (OÉT) képviselt kilenc munkaadói szervezet vezetője, a Magyar Kereskedelmi és Iparkamara (MKIK) elnöke és a Magyar Tudományos Akadémia (MTA) jelenlegi és korábbi elnökei. Célja, hogy szellemi erőforrásokkal segítse a gazdasági-társadalmi reformok kialakítását és megvalósításukat.

## Programja
Reformprogramjuk kidolgozásával a KPMG Tanácsadó Kft. és az ICEG European Center Kft. által alkotott konzorciumot bízták meg. Öt fő követelményt dolgoztak ki: egyrészről a makrogazdasági stabilitás, a konvergenciaprogram végrehajtása a versenyképességet megőrző, javító lépésekkel és eszközökkel következzen be, másrészről csökkentsék a közigazgatás terjedelmét az e-közigazgatás fejlesztésével és az önkormányzati rendszer racionalizálásával, harmadrészről fejlesszék a közszolgáltatásokat a gazdasági szereplők és a felhasználók visszajelzései alapján. Negyedrészről a foglalkoztatási ráta folyamatos, évente 1-1,5 százalékpontos növelését lehetővé tévő foglalkoztatáspolitikára van szükség, amihez szükséges a humán tőke minőségének emelése, elérhetőségének javítása, illetve a mobilitás fokozása. Ötödrészről a fejlesztéspolitikában ösztönözni kell a beruházásokat és az innovációt: a közösségi forrásokból támogatott beruházásoknál a produktív szektort ösztönző döntési és monitoring rendszer kialakítására van szükség.
2008. december 17-ig minden parlamenti párttal egyeztettek elképzeléseikről. 2008. december 22-én az ügyvivői testület döntése alapján munkacsoportokat alakítottak, melyeknek egyúttal kinevezték a vezetőit is: Békesi László lett a gazdaságpolitikai munkacsoport vezetője, ami a 2009–2013 között követendő gazdaságpolitika javasolt irányainak, a konvergenciaprogram jellemzőinek és az euró bevezetése érdekében megteendő lépéseknek a kidolgozásáért felel. Chikán Attila a reálgazdaság problémáival foglalkozó munkacsoport vezetője lett, mely a kis- és középvállalkozások helyzetével, a foglalkoztatás javításával, az innovációval, valamint a logisztikával kapcsolatban fogalmaz meg ajánlásokat. Oszkó Péter az adó- és járulékrendszer reformjával kapcsolatos munkacsoportot vezeti, míg Lőrincz Lajos az önkormányzati reform munkacsoport vezetésére kapott felkérést.

## Javaslatai
A 2009. február 16-án bejelentett Gyurcsány-csomagra válaszul február 21-én nyilvánosságra hozták saját reformelképzeléseiket. A Reformszövetség azonnal megszüntetné a 13. havi nyugdíjat, sokkal jelentősebben csökkentené az adókat, mint a kormányjavaslat és erre drasztikus állami kiadáslefaragással teremtene helyet. Az intézkedések mindezek miatt sokkal többet javítanának a gazdaság növekedésén sokkal fájdalmasabb azonnali intézkedések árán.
A programról széles körű társadalmi-politikai vita bontakozott ki, ami jórészt a bal-jobb politikai törésvonal mentén osztotta meg támogatókra és ellenzőkre a kérdéssel foglalkozókat.

### A javaslatok fogadtatása
A kormány nem támogatta a reformszövetség elképzeléseit. A Fidesz és az SZDSZ 2009. március 5-én egyeztetett a Reformszövetség képviselőivel. A találkozó után Orbán Viktor, a Fidesz elnöke azt mondta, a javaslatok a gazdaság „megjavítását” tűzik ki célul, ami álláspontjuk szerint nem elegendő, mert szerintük az egész gazdaságot kellene újraszervezni. Fodor Gábor, az SZDSZ elnöke ezzel szemben ígéretet tett a reformszövetségi javaslatok parlamenti támogatására, és erre kérte a Fideszt és Gyurcsány Ferencet is.

## Megszűnése
2009. április 1-jén a Reformszövetség tagjai bejelentették a szervezet megszűnését, miután eredeti célkitűzéseiket (javaslataik kidolgozása és nyilvánosságra hozatala, illetve a közbeszéd tematizálása, társadalmi vita generálása) elértnek nyilvánították.

## Külső hivatkozások
- A Reformszövetség weboldala